# 民主イエメン航空
民主イエメン航空（Democratic Yemen Airlines）、通称アルイエムダ（Alyemda、アラビア語: اليمــدا）とは、かつて存在したイエメン人民民主共和国の航空会社である。本社はアデン、拠点空港はアデン国際空港であった。

## 概略
イギリス領南アラビア連邦下のアデン航空を前身として、イエメン人民民主共和国の国営航空会社として発足した。
イエメン人民民主共和国は社会主義国であったが、同時にイスラム圏でもあるため、国際線はアブダビ、カイロ、ダマスカス、ジッダや分断先でもある北イエメンのサナアなどイスラム諸国の都市に就航していた。イエメン人民民主共和国の国内線としては本土から島嶼部のソコトラ島を結んでいた。
イエメン統一に伴い北イエメンの航空会社イエメニアに合併された。

## 運行機材
- ツポレフTu-154